# Brisbane Bullets
I Brisbane Bullets sono una società cestistica avente sede ad Brisbane, in Australia. Fondati nel 1979 e successivamente nel 2008, giocano nella National Basketball League.

## Palmarès
- National Basketball League: 3

1985, 1987, 2007